# برنبه باراگان
برنبه باراگان (انگلیسی: Bernabé Barragán؛ زادهٔ ۱۸ فوریهٔ ۱۹۹۳) بازیکن فوتبال اهل اسپانیا است.
از باشگاه‌هایی که در آن بازی کرده‌است می‌توان به باشگاه خیمناستیک تاراگونا اشاره کرد.